# Chaguanas
Chaguanas is de grootste gemeente en stad en een borough in Trinidad en Tobago.
Chaguanas telt 83.516 inwoners op een oppervlakte van 60 km².

## Bekende inwoner
Winnaar van de Nobelprijs voor de Literatuur V.S. Naipaul is er geboren. Het verhaal van zijn jeugd en van zijn vader verwerkte hij in zijn boek A House for Mr Biswas (Een huis voor meneer Biswas). In het boek noemt hij Chaguanas "Arwacas".

## Geboren
- V.S. Naipaul (1932-2018), Brits schrijver en Nobelprijswinnaar (2001)